# Сарибари
Сарибари (груз. სარიბარი) — село в Грузии, на территории Каспского муниципалитета края (мхаре) Шида-Картли.

## География
Село находится в центральной части Грузии, к западу от реки Лехуры, на расстоянии приблизительно 12 километров (по прямой) к северо-западу от города Каспи, административного центра муниципалитета. Абсолютная высота — 781 метр над уровнем моря.

## Население
По результатам официальной переписи населения 2014 года, в Сарибари проживало 19 человек (10 мужчин и 9 женщин). В национальной структуре населения осетины составляли 63,2 %, грузины — 36,8 %.
| Год  | Население, человек |
| ---- | ------------------ |
| 2002 | 35                 |
| 2014 | ↘ 19               |